# آدریان گرونبرگ
آدریان گرونبرگ (به انگلیسی: Adrian Grunberg) متولد ۱۹۷۵ میلادی یک کارگردان و فیلم‌نامه‌نویس آمریکایی تبار است.
بیشتر فعالیت آدریان در سینما در سمت دستیار کارگردان می‌باشد. وی همچنین فیلم‌های سینمایی بیگانه را بگیر (۲۰۱۲)، رمبو ۵: آخرین خون (۲۰۱۹) و دیو سیاه (۲۰۲۳) را کارگردانی کرده‌است.